# بورتوريكو، بارانا
بورتو ريكو، بارانا بلدية في ولاية بارانا في المنطقة الجنوبية من البرازيل.